# Loviisa (stacja kolejowa)
Loviisa (fiń. Loviisan rautatieasema) – nieczynna stacja kolejowa w Loviisa, w regionie Itä-Uusimaa, w Finlandii. Znajduje się na linii Lahti-Loviisa. Regularne przewozy osób w Loviisa zakończyły się w 1970 roku. Stacja została zamknięta w styczniu 2005 roku.